# Kagraner Platz
Kagraner Platz – jedna ze stacji metra w Wiedniu na linii U1. Została otwarta 2 września 2006. 
Znajduje się w 22. dzielnicy Donaustadt, w części Kagran. Znajduje się bezpośrednio pod Wagramer Straße i rozciąga się pomiędzy Donaufelderstraße i Doningasse. Tytułowy Kagraner Platz został nazwany w 1909 roku na cześć dawnej wsi, obecnie znajdującej się w granicach Wiednia.